# Блумінг-Гроув (Нью-Йорк)
Блумінг-Гроув (англ. Blooming Grove) — місто (англ. town) в США, в окрузі Орандж штату Нью-Йорк. Населення — 18 811 особа (2020).

## Демографія
Згідно з переписом 2010 року, у місті мешкало 18 028 осіб у 6284 домогосподарствах у складі 4750 родин. Було 6954 помешкання
Расовий склад населення:
| - 84,5 % — білих - 6,2 % — чорних або афроамериканців - 2,2 % — азіатів - 0,5 % — корінних американців - 3,8 % — осіб інших рас |

До двох чи більше рас належало 2,6 %. Частка іспаномовних становила 15,0 % від усіх жителів.
За віковим діапазоном населення розподілялося таким чином: 25,3 % — особи молодші 18 років, 63,1 % — особи у віці 18—64 років, 11,6 % — особи у віці 65 років та старші. Медіана віку мешканця становила 40,8 року. На 100 осіб жіночої статі у місті припадало 97,1 чоловіків;  на 100 жінок у віці від 18 років та старших — 95,4 чоловіків також старших 18 років.
Середній дохід на одне домашнє господарство  становив 107 979 доларів США (медіана — 98 400), а середній дохід на одну сім'ю — 126 680 доларів (медіана — 118 660). Медіана доходів становила 72 816 доларів для чоловіків та 52 697 доларів для жінок. За межею бідності перебувало 5,2 % осіб, у тому числі 6,2 % дітей у віці до 18 років та 3,7 % осіб у віці 65 років та старших.
Цивільне працевлаштоване населення становило 9218 осіб. Основні галузі зайнятості: освіта, охорона здоров'я та соціальна допомога — 24,8 %, роздрібна торгівля — 13,8 %, публічна адміністрація — 9,4 %, будівництво — 8,5 %.